# Меннерс, Виолет (род. 1993)
Виолет Диана Луиза Меннерс (англ. Violet Diana Louise Manners; род. 18 августа 1993, Ноттингем, Ноттингемшир, Англия, Великобритания) — британская аристократка, фотомодель и светская львица.

## Биография
Виолет Меннерс родилась 18 августа 1993 года в Ноттингеме и стала старшей дочерью Дэвида Меннерса, 11-го герцога Ратленда, и его супруги Эммы Меннерс. У неё есть две младшие сестры, Элис (родилась в 1995) и Элиза (родилась в 1997), а также младшие братья Чарльз, маркиз Грэнби (родился в 1999), и Хьюго (родился в 2003).
Виолет получила образование в школе королевы Маргарет (Йорк). Начала карьеру в компании My Beautiful City (Сохо), в 2017 году открыла собственную консалтинговую компанию по маркетингу и стратегии бренда. Кроме того, она работала моделью, снималась для журнала Tatler и ходила по подиуму Dolce & Gabbana.
В СМИ сестёр Меннерс называют «девочками с плохими манерами».
В июле 2024 года было объявлено о помолвке леди Виолет Меннерс с 33-летним Уильямом Джеймсом Линдси-Бетюном, виконтом Гарноком. Уильям Линдси Бетюн является старшим сыном и наследником Джеймса Линдси-Бетюна, 16-го графа Линдси.